# 奥特里科利
奥特里科利（義大利語：Otricoli），是意大利特尔尼省的一个市镇。总面积27.27平方公里，人口2001人，人口密度73.4人/平方公里（2009年）。ISTAT代码为055024。